# Listă de localități întemeiate sau populate de sași în Transilvania
În continuare se găsește o listă de localități din Transilvania care fie au fost întemeiate în mod primar de sași, fie au fost populate ulterior cu sași și puse sub dreptul coloniștilor germani și în care se găsesc fie cetăți țărănești construite în jurul bisericii (germ: Kirchenburg = Biserică fortificată ; Wehrkirche = Biserică pentru apărare), fie numai biserici sătești (germ: Dorfkirche) construite de sași. 
La localitățile care au aceeași denumire, fie în germană, fie în română, după semnul „/” s-a specificat, lângă denumirea germană, și care este localitatea mai mare pe lângă care se află. Pentru localitățile dispărute prin contopire cu o localitate mai mare, denumirea acestora apare în paranteză, adică „Zeiden (+Schwarzburg)“ înseamnă că localitatea Schwarzburg a dispărut, fiind în prezent inclusă în Codlea/Zeiden.
| Denumirea germană                                                    | Denumirea actuală                                                                                               |
| -------------------------------------------------------------------- | --- |
| Abtsdorf bei Agnetheln                                               | Apoș, județul Sibiu                                                                                             |
| Abtsdorf an der Kokel (Abtsdorf bei Marktschelken)                   | Țapu, județul Sibiu                                                                                             |
| Adamesch                                                             | Adămuș, județul Mureș                                                                                           |
| Agnetheln (+ Altdorf)                                                | Agnita, județul Sibiu                                                                                           |
| Aitau                                                                | Aita Mare, județul Covasna                                                                                      |
| Ajerschteln                                                          | Agrișteu, județul Mureș                                                                                         |
| Almaschken                                                           | Alma Mică Săsească, județul Sibiu                                                                               |
| Almen                                                                | Alma Vii, județul Sibiu                                                                                         |
| Almesch                                                              | Șoimuș, județul Bistrița-Năsăud                                                                                 |
| Altenburg                                                            | Baia de Criș, județul Hunedoara                                                                                 |
| Altflagen                                                            | Feleag, județul Mureș                                                                                           |
| Alttohan                                                             | Tohanu Vechi, județul Brașov                                                                                    |
| Alzen (+ Underten)                                                   | Alțâna, județul Sibiu                                                                                           |
| Appesdorf                                                            | Cluj-Mănăștur, județul Cluj                                                                                     |
| Arbegen                                                              | Agârbiciu, județul Sibiu                                                                                        |
| Arendorf                                                             | Araci, județul Covasna                                                                                          |
| Arkeden bei Bistriz                                                  | Archiud, județul Bistrița-Năsăud                                                                                |
| Arkeden bei Schäßburg (+ Wordt)                                      | Archita, județul Mureș                                                                                          |
| Auen (sau Kuschma)                                                   | Cușma, județul Bistrița-Năsăud                                                                                  |
| Auendorf                                                             | Gura Râului, județul Sibiu                                                                                      |
| Baaßen                                                               | Bazna, județul Sibiu                                                                                            |
| Bachnen                                                              | Bahnea, județul Mureș                                                                                           |
| Badlinen                                                             | Beclean, județul Brașov                                                                                         |
| Bägendorf                                                            | Benești, fost Bendorf, județul Sibiu                                                                            |
| Baierdorf                                                            | Crainimăt, județul Bistrița-Năsăud                                                                              |
| Ballendorf                                                           | Balomiru de Câmp, județul Alba                                                                                  |
| Bärendorf                                                            | Beriu, județul Hunedoara                                                                                        |
| Bartholomä                                                           | Bartolomeu, județul Brașov                                                                                      |
| Batiz                                                                | Batiz, județul Hunedoara                                                                                        |
| Baumgarten/Bistriz                                                   | Bungard, județul Bistrița-Năsăud                                                                                |
| Baumgarten/Hermannstadt                                              | Bungard, județul Sibiu                                                                                          |
| Bekokten                                                             | Bărcuț, județul Brașov                                                                                          |
| Bell                                                                 | Buia, județul Sibiu                                                                                             |
| Belleschdorf                                                         | Idiciu, județul Mureș                                                                                           |
| Benden                                                               | Biia, județul Alba                                                                                              |
| Benzenz                                                              | Aurel Vlaicu, (fost Binținți), județul Hunedoara                                                                |
| Bernhardsdorf                                                        | Bernadea, județul Mureș                                                                                         |
| Besotten                                                             | Buza, județul Cluj                                                                                              |
| Bethlen/Bistriz                                                      | Beclean, județul Bistrița-Năsăud                                                                                |
| Bidda                                                                | Bidiu, județul Bistrița-Năsăud                                                                                  |
| Bierldorf                                                            | Bârla, județul Bistrița-Năsăud                                                                                  |
| Billak/Attelsdorf                                                    | Domnești, fost Bileag, județul Bistrița-Năsăud                                                                  |
| Birk                                                                 | Petelea, județul Mureș                                                                                          |
| Birnbaum                                                             | Ghirbom, județul Alba                                                                                           |
| Birthälm (+ Fettendorf)                                              | Biertan, județul Sibiu                                                                                          |
| Bistritz (+ Niederwallendorf)                                        | Bistrița, județul Bistrița-Năsăud                                                                               |
| Bladenmarkt                                                          | Bălăușeri, județul Mureș                                                                                        |
| Blasendorf                                                           | Blaj, județul Alba                                                                                              |
| Blumendorf                                                           | Belin, județul Covasna                                                                                          |
| Blutroth (+ Paulsdorf)                                               | Berghin, județul Alba                                                                                           |
| Bodeln                                                               | Budila, județul Brașov                                                                                          |
| Bodendorf                                                            | Bunești (fost Bundorf), județul Brașov                                                                          |
| Bodesdorf                                                            | Buduș, județul Bistrița-Năsăud                                                                                  |
| Bogeschdorf                                                          | Băgaciu, județul Mureș                                                                                          |
| Bonnesdorf                                                           | Boian, județul Sibiu                                                                                            |
| Borbant                                                              | Bărăbanț, județul Alba                                                                                          |
| Botsch                                                               | Batoș, județul Mureș                                                                                            |
| Botschard                                                            | Bucerdea Grânoasă, județul Alba                                                                                 |
| Braller , Arhivat în 6 iunie 2012, la Wayback Machine.               | Bruiu, județul Sibiu                                                                                            |
| Breit                                                                | Bretea, județul Bistrița-Năsăud                                                                                 |
| Brenndorf                                                            | Bod, județul Brașov                                                                                             |
| Broos                                                                | Orăștie, județul Hunedoara                                                                                      |
| Bruck                                                                | Bonțida, județul Cluj                                                                                           |
| Buchholz (+ Schalgo)                                                 | Boholț, județul Brașov                                                                                          |
| Budenbach                                                            | Sibiel, județul Sibiu                                                                                           |
| Bulkesch                                                             | Bălcaciu, județul Alba                                                                                          |
| Burg Zebernek                                                        | Cetatea Zebernicului, Cetatea Zebernic sau Cetatea Vurpăr de la Vurpăr, județul Alba                            |
| Burgberg bei Hermannstadt                                            | Vurpăr, județul Sibiu                                                                                           |
| Burgberg bei Mühlbach                                                | Vurpăr, județul Alba                                                                                            |
| Bürgesch                                                             | Bârghiș, județul Sibiu                                                                                          |
| Burghalle                                                            | Orheiul Bistriței, județul Bistrița-Năsăud                                                                      |
| Burglos                                                              | Dej, județul Cluj                                                                                               |
| Bußd bei Mediasch                                                    | Buzd, județul Sibiu                                                                                             |
| Bußd bei Mühlbach                                                    | Boz, județul Alba                                                                                               |
| Garndorf                                                             | Ardan, județul Bistrița-Năsăud                                                                                  |
| Dahl                                                                 | Dăișoara, județul Brașov                                                                                        |
| Dallen bei Mühlbach                                                  | Deal, județul Alba                                                                                              |
| Dallendorf                                                           | Daia Română, județul Alba                                                                                       |
| Denndorf                                                             | Daia (fostă Daia Săsească, comuna Apold), județul Mureș                                                         |
| Dengel                                                               | Daia (comuna Bahnea), județul Mureș                                                                             |
| Dersch                                                               | Dârjiu, județul Harghita                                                                                        |
| Deutschbach                                                          | Valea Sasului, județul Alba                                                                                     |
| Deutschbudak                                                         | Budacu de Jos, județul Bistrița-Năsăud                                                                          |
| Deutschendorf                                                        | Mintiu Gherlii, județul Cluj                                                                                    |
| Deutschkreuz                                                         | Criț, județul Brașov                                                                                            |
| Deutschpien                                                          | Pianu de Jos, județul Alba                                                                                      |
| Deutschtekes                                                         | Ticușu Vechi, județul Brașov                                                                                    |
| Deutschweißkirch                                                     | Viscri, județul Brașov                                                                                          |
| Deutschzepling                                                       | Dedrad, județul Mureș                                                                                           |
| Diemrich                                                             | Deva, județul Hunedoara                                                                                         |
| Dienesdorf                                                           | Șieu Odorhei, județul Bistrița-Năsăud                                                                           |
| Dobring                                                              | Dobârca, județul Sibiu                                                                                          |
| Donnersmarkt                                                         | Mănărade, județul Alba                                                                                          |
| Dopich                                                               | Dopca, județul Brașov                                                                                           |
| Draas                                                                | Drăușeni, județul Brașov                                                                                        |
| Dreikirchen                                                          | Teiuș, județul Alba                                                                                             |
| Dunesdorf                                                            | Daneș, județul Mureș                                                                                            |
| Durles                                                               | Dârlos, județul Sibiu                                                                                           |
| Dürrbach                                                             | Dipșa, județul Bistrița-Năsăud                                                                                  |
| Ehrgang                                                              | Ernea, județul Sibiu                                                                                            |
| Eibesdorf                                                            | Ighișu Nou, județul Sibiu                                                                                       |
| Eisch                                                                | Fântânele, județul Bistrița-Năsăud                                                                              |
| Eisdorf                                                              | Ionești, fost Ianoșfalău, județul Brașov                                                                        |
| Eisenburg                                                            | Rimetea, județul Alba                                                                                           |
| Elisabethstadt                                                       | Dumbrăveni, județul Sibiu                                                                                       |
| Elsterdorf                                                           | Sereca, județul Hunedoara                                                                                       |
| Emerichsdorf                                                         | Sântimbru, județul Alba                                                                                         |
| Engenthal                                                            | Mighindoala, județul Sibiu                                                                                      |
| Ensch                                                                | Enciu, județul Bistrița-Năsăud                                                                                  |
| Etschdorf                                                            | Iernuțeni, județul Mureș                                                                                        |
| Eulenbach                                                            | Ilimbav, județul Sibiu                                                                                          |
| Falk                                                                 | Feleac, județul Bistrița-Năsăud                                                                                 |
| Feigendorf                                                           | Micăsasa, județul Sibiu                                                                                         |
| Feisket                                                              | Sălcuța, județul Bistrița-Năsăud                                                                                |
| Felldorf                                                             | Filitelnic, județul Mureș                                                                                       |
| Felmern                                                              | Felmer, județul Brașov                                                                                          |
| Felsendorf                                                           | Florești (fost Felsa sau Felța), județul Sibiu                                                                  |
| Fenesch                                                              | Florești (fost Feneș), județul Cluj                                                                             |
| Fogarasch                                                            | Făgăraș, județul Brașov                                                                                         |
| Frauendorf                                                           | Axente Sever (până în 1970 Frâua), județul Sibiu                                                                |
| Frauenkirch                                                          | Sântămărie, județul Alba                                                                                        |
| Freck                                                                | Avrig, județul Sibiu                                                                                            |
| Freißendorf                                                          | Lunca, județul Bistrița-Năsăud                                                                                  |
| Fürstenberg                                                          | Hăghig, județul Covasna                                                                                         |
| Füssen                                                               | Feisa, județul Alba                                                                                             |
| Gallusdorf                                                           | Galeș, județul Sibiu                                                                                            |
| Galt                                                                 | Ungra, județul Brașov                                                                                           |
| Gassen                                                               | Vălenii de Mureș, județul Mureș                                                                                 |
| Geist                                                                | Apața, județul Brașov                                                                                           |
| Gela                                                                 | Gilău, județul Cluj                                                                                             |
| Gergeschdorf                                                         | Ungurei, județul Alba                                                                                           |
| Gergesdorf                                                           | Căpâlna de Jos, județul Alba                                                                                    |
| Gierelsau (Gireslau)                                                 | Bradu, județul Sibiu                                                                                            |
| Gieshübel                                                            | Gusu, județul Sibiu                                                                                             |
| Gindusdorf                                                           | Băița, județul Mureș                                                                                            |
| Gladen                                                               | Gledin, județul Bistrița-Năsăud                                                                                 |
| Glatz bei Fogarasch                                                  | Gălaț (azi Galații Făgărașului) arondat la Făgăraș, județul Brașov                                              |
| Gogeschburg                                                          | Gogan-Varolea, județul Mureș                                                                                    |
| Gogeschdorf                                                          | Giacăș, județul Sibiu                                                                                           |
| Grabendorf                                                           | Vale, județul Sibiu                                                                                             |
| Großalisch (Groß-Alisch)                                             | Seleuș, județul Mureș                                                                                           |
| Großau                                                               | Cristian, județul Sibiu                                                                                         |
| Großbun                                                              | Boiu, județul Mureș                                                                                             |
| Großeidau                                                            | Viile Tecii, județul Bistrița-Năsăud                                                                            |
| Großendorf/Bistriz                                                   | Mărișelu, județul Bistrița-Năsăud                                                                               |
| Großendorf/Hermannstadt (+ Woltescht)                                | Săliște (+ Voltești), județul Sibiu                                                                             |
| Großkend                                                             | Chendu (Mare), județul Mureș                                                                                    |
| Großkopisch                                                          | Copșa Mare, județul Sibiu                                                                                       |
| Großlasseln                                                          | Laslea, județul Sibiu                                                                                           |
| Großlogdes                                                           | Ludoș, județul Sibiu                                                                                            |
| Großpold ,                                                           | Apoldu de Sus, județul Sibiu                                                                                    |
| Großprobstdorf                                                       | Târnava (fost Probștea Mare), județul Sibiu                                                                     |
| Großrapolt                                                           | Rapoltu Mare, județul Hunedoara                                                                                 |
| Großschenk (Groß-Schenk)                                             | Cincu (fost Cincu Mare), județul Brașov                                                                         |
| Großschergied                                                        | Cergău Mare, județul Alba                                                                                       |
| Großscheuern                                                         | Șura Mare, județul Sibiu                                                                                        |
| Großschlatten                                                        | Abrud, județul Alba                                                                                             |
| Großschogen                                                          | Șieu, județul Bistrița-Năsăud                                                                                   |
| Grubendorf                                                           | Ceuaș, județul Mureș                                                                                            |
| Gugendorf                                                            | Gogan, județul Mureș                                                                                            |
| Gunzendorf                                                           | Poplaca, județul Sibiu                                                                                          |
| Gürteln                                                              | Gherdeal, județul Sibiu                                                                                         |
| Hahnbach                                                             | Hamba, județul Sibiu                                                                                            |
| Halmagen                                                             | Hălmeag, județul Brașov                                                                                         |
| Halwelagen                                                           | Hoghilag, județul Sibiu                                                                                         |
| Hamlesch (+ Marienkirch)                                             | Amnaș, județul Sibiu                                                                                            |
| Hammersdorf                                                          | Gușterița (devenit în sec. al XX-lea cartier al municipiului Sibiu)                                             |
| Hamrüden                                                             | Homorod, județul Brașov                                                                                         |
| Härwesdorf                                                           | Cornățel, județul Sibiu                                                                                         |
| Haschagen                                                            | Hașag, județul Sibiu                                                                                            |
| Heidendorf                                                           | Viișoara, județul Bistrița-Năsăud                                                                               |
| Heldsdorf (+ Heldenburg)                                             | Hălchiu, județul Brașov                                                                                         |
| Heltau (+ Reutel)                                                    | Cisnădie, județul Sibiu                                                                                         |
| Henndorf                                                             | Brădeni (fost Hendorf), județul Sibiu                                                                           |
| Henningsdorf                                                         | Henig, județul Alba                                                                                             |
| Heresdorf                                                            | Galații Bistriței, județul Bistrița-Năsăud                                                                      |
| Hermannstadt                                                         | Sibiu, județul Sibiu                                                                                            |
| Hetzeldorf                                                           | Ațel, județul Sibiu                                                                                             |
| Hochfeld                                                             | Fofeldea, județul Sibiu                                                                                         |
| Hohndorf                                                             | Viișoara, județul Mureș                                                                                         |
| Holzmengen                                                           | Hosman, județul Sibiu                                                                                           |
| Honigberg                                                            | Hărman, județul Brașov                                                                                          |
| Hühnerbach                                                           | Glâmboaca, județul Sibiu                                                                                        |
| Hundertbücheln (+ Schmielen)                                         | Movile, județul Sibiu                                                                                           |
| Irmesch                                                              | Ormeniș, județul Brașov                                                                                         |
| Jaad (+ Ependorf)                                                    | Livezile, județul Bistrița-Năsăud                                                                               |
| Jakobsdorf bei Agnetheln                                             | Iacobeni, județul Sibiu                                                                                         |
| Jakobsdorf bei Bistriz                                               | Sâniacob, județul Bistrița-Năsăud                                                                               |
| Johannisberg                                                         | Nucet, județul Sibiu                                                                                            |
| Johannisdorf/Bistriz                                                 | Sântioana, județul Bistrița-Năsăud                                                                              |
| Johannisdorf/Kleinkopisch                                            | Sântioana, județul Mureș (în maghiară Szászszentistván)                                                         |
| Käbesch                                                              | Coveș, județul Sibiu                                                                                            |
| Kallesdorf                                                           | Arcalia, județul Bistrița-Năsăud                                                                                |
| Kakowa sau Krebsdorf                                                 | Dumbrava, județul Alba                                                                                          |
| Kaltbrunnen                                                          | Calbor, județul Brașov                                                                                          |
| Kaltenbrunnen/Schäßburg                                              | Uilac, județul Harghita                                                                                         |
| Kaltwasser                                                           | Calvaser, județul Sibiu                                                                                         |
| Kappelendorf                                                         | Căpâlna, comuna Săsciori, județul Alba                                                                          |
| Käppelsbach                                                          | Cărpiniș, județul Alba                                                                                          |
| Kastendorf                                                           | Căstău, județul Hunedoara                                                                                       |
| Kastenholz                                                           | Cașolț, județul Sibiu                                                                                           |
| Katzendorf                                                           | Cața, județul Brașov                                                                                            |
| Keisd (+ Alzen) , Arhivat în 29 septembrie 2007, la Wayback Machine. | Saschiz, județul Mureș                                                                                          |
| Kellen                                                               | Colun, județul Sibiu                                                                                            |
| Kelling                                                              | Câlnic, județul Alba                                                                                            |
| Kerschdorf                                                           | Presaca, județul Sibiu                                                                                          |
| Kertzing                                                             | Gornești, fost Ghernesig, județul Mureș                                                                         |
| Kerz                                                                 | Cârța, județul Sibiu                                                                                            |
| Kesseln                                                              | Chesler, județul Sibiu                                                                                          |
| Kiewern                                                              | Cobor, județul Brașov                                                                                           |
| Kindeln                                                              | Chintelnic, județul Bistrița-Năsăud                                                                             |
| Kirchberg                                                            | Chirpăr, județul Sibiu                                                                                          |
| Kirtsch                                                              | Curciu, județul Sibiu                                                                                           |
| Klausenburg                                                          | Cluj, județul Cluj                                                                                              |
| Kleinalisch sau Klein-Alisch                                         | Seleuș, județul Mureș                                                                                           |
| Kleinbistritz                                                        | Dorolea, județul Bistrița-Năsăud                                                                                |
| Kleinblasendorf                                                      | Blăjel, județul Sibiu                                                                                           |
| Kleindörfel                                                          | Micești, fost Chișfalău, Chișfălău, județul Alba                                                                |
| Kleinenyed                                                           | Sângătin, județul Sibiu                                                                                         |
| Kleinfarken                                                          | Delenii, județul Mureș                                                                                          |
| Kleinkopisch                                                         | Copșa Mică, județul Sibiu                                                                                       |
| Kleinlasseln                                                         | Laslău Mic, județul Mureș                                                                                       |
| Kleinmühlbach                                                        | Sebeșel, județul Alba                                                                                           |
| Kleinphlepsdorf                                                      | Filpișul Mic, județul Mureș                                                                                     |
| Kleinpold                                                            | Apoldul de Jos, județul Sibiu                                                                                   |
| Kleinprobstdorf                                                      | Târnăvioara (fostă Probștea Mică, Proștea Mică, Prostea-Mică, Proștița) , județul Sibiu (în maghiară Kiskemező) |
| Kleinrumes                                                           | Romoșel, județul Hunedoara                                                                                      |
| Kleinschelken                                                        | Șeica Mică, județul Sibiu                                                                                       |
| Kleinschenk                                                          | Cincșor, fost Cincu Mic, județul Brașov                                                                         |
| Kleinschergied                                                       | Cergău Mic, județul Alba                                                                                        |
| Kleinscheuern                                                        | Șura Mică, județul Sibiu                                                                                        |
| Kleinschlatten                                                       | Zlatna, județul Alba                                                                                            |
| Kleinschogen                                                         | Șieuț, județul Bistrița-Năsăud                                                                                  |
| Kleintalmesch                                                        | Tălmăcel, județul Sibiu                                                                                         |
| Klosdorf/Kleinkopisch                                                | Sânmiclăuș, județul Alba                                                                                        |
| Klosdorf/Reps                                                        | Cloașterf, județul Mureș                                                                                        |
| Kokelburg                                                            | Cetatea de Baltă, județul Alba                                                                                  |
| Kokt                                                                 | Cut, județul Alba                                                                                               |
| Köllendorf                                                           | Caila, județul Bistrița-Năsăud                                                                                  |
| Komeloden                                                            | Comlod, comuna Milaș, județul Bistrița-Năsăud                                                                   |
| Königsberg                                                           | Crihalma, județul Brașov                                                                                        |
| Königsdorf                                                           | Paloș, județul Brașov                                                                                           |
| Konradsdorf                                                          | Poenița, județul Sibiu                                                                                          |
| Kormosbach                                                           | Racoșul de Sus, județul Covasna                                                                                 |
| Krakau (+ Burg Gemsenstein, Ziegenstein)                             | Cricău (+ Piatra Craivii), județul Alba                                                                         |
| Krapundorf                                                           | Ighiu, județul Alba                                                                                             |
| Krebsbach bei Hermannstadt                                           | Fântânele (fost Cacova), județul Sibiu                                                                          |
| Krebsbach bei Kronstadt                                              | Crizbav, județul Brașov                                                                                         |
| Kreisch (+ Nisseidorf + Schlaßdorf)                                  | Criș, județul Mureș                                                                                             |
| Kreuzburg                                                            | Teliu, județul Brașov                                                                                           |
| Kronstadt                                                            | Brașov, județul Brașov                                                                                          |
| Krotschendorf                                                        | Crăciunelu de Sus, județul Alba                                                                                 |
| Kudschir (+ Wolkesdorf)                                              | Cugir, județul Alba                                                                                             |
| Kyrieleis                                                            | Chiraleș, județul Bistrița-Năsăud                                                                               |
| Ladmesch                                                             | Loamneș, județul Sibiu                                                                                          |
| Langendorf                                                           | Lancrăm, județul Alba                                                                                           |
| Langenthal                                                           | Valea Lungă, județul Alba                                                                                       |
| Leblang                                                              | Lovnic, județul Brașov                                                                                          |
| Lechnitz                                                             | Lechința, județul Bistrița-Năsăud                                                                               |
| Lehr                                                                 | Luieriu, județul Mureș                                                                                          |
| Leresdorf                                                            | Șieu Sfântu, județul Bistrița-Năsăud                                                                            |
| Leschkirch                                                           | Nocrich, județul Sibiu                                                                                          |
| Lona/Klausenburg                                                     | Luna de Sus, județul Cluj                                                                                       |
| Ludwigsdorf                                                          | Logig, județul Mureș                                                                                            |
| Magarei                                                              | Pelișor, județul Sibiu                                                                                          |
| Makendorf                                                            | Mocod, județul Bistrița-Năsăud                                                                                  |
| Maldorf                                                              | Domald, în prezent contopită cu Viișoara, județul Mureș                                                         |
| Malmkrog                                                             | Mălâncrav, județul Sibiu                                                                                        |
| Maniersch                                                            | Măgheruș, județul Mureș                                                                                         |
| Mardisch                                                             | Moardăș, județul Sibiu                                                                                          |
| Marienburg / Kronstadt (sau Marienburg im Burzenland)                | Feldioara, județul Brașov                                                                                       |
| Marienburg bei Schäßburg                                             | Hetiur, județul Mureș                                                                                           |
| Marktschelken (+Rependorf)                                           | Șeica Mare, (+ Râpa) județul Sibiu                                                                              |
| Markusdorf                                                           | Mărcuș, județul Covasna                                                                                         |
| Marpod                                                               | Marpod, județul Sibiu                                                                                           |
| Martinsberg                                                          | Șomartin, județul Sibiu                                                                                         |
| Martinsdorf                                                          | Metiș, județul Sibiu                                                                                            |
| Mathesdorf                                                           | Matei, județul Bistrița-Năsăud                                                                                  |
| Mausdorf                                                             | Săcalu de Pădure, județul Mureș                                                                                 |
| Mediasch (+Furkeschdorf)                                             | Mediaș, județul Sibiu                                                                                           |
| Meeburg                                                              | Beia, județul Brașov                                                                                            |
| Mergeln                                                              | Merghindeal, județul Sibiu                                                                                      |
| Meschen (+Weißdorf)                                                  | Moșna, județul Sibiu                                                                                            |
| Meschendorf                                                          | Meșendorf, județul Brașov                                                                                       |
| Mettersdorf (+ Bachnen + Fattendorf + Tekes + Ziegendorf)            | Dumitra, județul Bistrița-Năsăud                                                                                |
| Michelsberg                                                          | Cisnădioara, județul Sibiu                                                                                      |
| Michelsdorf/Kleinkopisch /sau Michelsdorf an der Kokel)              | Veseuș, județul Alba                                                                                            |
| Michelsdorf/Mediasch (sau Michelsdorf bei Marktschelken)             | Boarta, județul Sibiu                                                                                           |
| Mikesdorf                                                            | Părău, județul Brașov                                                                                           |
| Mildenburg                                                           | Alămor, județul Sibiu                                                                                           |
| Minarken                                                             | Monariu, județul Bistrița-Năsăud                                                                                |
| Mindorf                                                              | Monor, județul Bistrița-Năsăud                                                                                  |
| Mitteldorf                                                           | Chiuza, județul Bistrița-Năsăud                                                                                 |
| Moichen                                                              | Mohu, județul Sibiu                                                                                             |
| Mönchsdorf                                                           | Herina, județul Bistrița-Năsăud                                                                                 |
| Moritzdorf                                                           | Moruț, județul Bistrița-Năsăud                                                                                  |
| Mortesdorf                                                           | Motiș, județul Sibiu                                                                                            |
| Mühlbach (+ Gießhübel)                                               | Sebeș, fost Sebeșul Săsesc, județul Alba                                                                        |
| Mukendorf                                                            | Grânari, județul Brașov                                                                                         |
| Mettersdorf                                                          | Dumitra, județul Bistrița-Năsăud                                                                                |
| Nadesch                                                              | Nadeș, județul Mureș                                                                                            |
| Neithausen (+ Michelsdorf)                                           | Netuș, județul Sibiu                                                                                            |
| Neppendorf                                                           | Turnișor (devenit în sec. al XX-lea cartier al municipiului Sibiu) (în maghiară Kis-Torony)                     |
| Netz                                                                 | Nețeni, județul Bistrița-Năsăud                                                                                 |
| Neudorf/Ad.                                                          | Rădești, fost Uifalău (Satu Nou), județul Alba                                                                  |
| Neudorf bei Hermannstadt                                             | Nou, județul Sibiu                                                                                              |
| Neudorf/Kronstadt (+ Hopfenseifen)                                   | Satu Nou (+ Hopșu), județul Brașov                                                                              |
| Neudorf bei Schäßburg                                                | Nou Săsesc, județul Sibiu                                                                                       |
| Neudorf/Wb.                                                          | Ohaba, județul Alba                                                                                             |
| Neuflagen                                                            | Mureni, județul Mureș                                                                                           |
| Neumarkt                                                             | Târgu Mureș, județul Mureș                                                                                      |
| Neuschloß                                                            | Gherla, județul Cluj                                                                                            |
| Neustadt bei Agnetheln                                               | Noiștat, județul Sibiu                                                                                          |
| Neustadt/Kronstadt (sau Neustadt im Burzenland)                      | Cristian, județul Brașov                                                                                        |
| Niedereidisch                                                        | Ideciu de Jos, județul Mureș                                                                                    |
| Niederneudorf                                                        | Corvinești, fost Uifalăul-Săsesc județul Bistrița-Năsăud                                                        |
| Nieresch                                                             | Nireș, județul Cluj                                                                                             |
| Nimesch                                                              | Nemșa, județul Sibiu                                                                                            |
| Nindorf                                                              | Nimigea de jos, județul Bistrița-Năsăud                                                                         |
| Nußbach                                                              | Măieruș, județul Brașov                                                                                         |
| Nussendorf, Nussdorf                                                 | Năsăud, județul Bistrița-Năsăud                                                                                 |
| Oberblasendorf                                                       | Blăjenii de Sus, județul Bistrița-Năsăud                                                                        |
| Oberbrodsdorf                                                        | Vinerea, județul Alba                                                                                           |
| Obereidisch                                                          | Ideciu de Sus, județul Mureș                                                                                    |
| Oberkreuz                                                            | Cristur-Șieu, județul Bistrița-Năsăud                                                                           |
| Oberneudorf                                                          | Satu Nou, județul Bistrița-Năsăud                                                                               |
| Oberröbendorf                                                        | Vătava, județul Mureș                                                                                           |
| Oberschebesch                                                        | Sebiș, județul Bistrița-Năsăud                                                                                  |
| Ochsendorf (+ Lauterburg)                                            | Boița (+ Cetatea Lotrului), județul Sibiu                                                                       |
| Odendorf                                                             | Apalina, județul Mureș                                                                                          |
| Offenburg                                                            | Baia de Arieș, județul Alba                                                                                     |
| Okne                                                                 | Ocnița, județul Bistrița-Năsăud                                                                                 |
| Panagen                                                              | Pănade, județul Alba                                                                                            |
| Paßbusch                                                             | Posmuș, județul Bistrița-Năsăud                                                                                 |
| Perkaß                                                               | Pricaz, județul Hunedoara                                                                                       |
| Pernseifen                                                           | Băița, județul Hunedoara                                                                                        |
| Peschendorf                                                          | Stejărenii, județul Mureș                                                                                       |
| Petersberg                                                           | Sânpetru, județul Brașov                                                                                        |
| Petersdorf bei Bistriz                                               | Petriș, județul Bistrița-Năsăud                                                                                 |
| Petersdorf/Mediasch                                                  | Petiș, județul Sibiu                                                                                            |
| Petersdorf bei Mühlbach                                              | Petrești, fost Petrifalău și Sânpetru județul Alba                                                              |
| Petsch                                                               | Petecu, județul Harghita                                                                                        |
| Pintak/Bistriz                                                       | Slătinița, județul Bistrița-Năsăud                                                                              |
| Pintak/Tekendorf                                                     | Pinticu, județul Bistrița-Năsăud                                                                                |
| Pojana                                                               | Poiana Sibiului, județul Sibiu                                                                                  |
| Pränzdorf                                                            | Suseni, județul Mureș                                                                                           |
| Pretai                                                               | Brateiu, județul Sibiu                                                                                          |
| Probstdorf/Agnetheln                                                 | Stejărișu, județul Sibiu                                                                                        |
| Prüden                                                               | Prod, județul Sibiu                                                                                             |
| Puschendorf                                                          | Păucea, județul Sibiu                                                                                           |
| Radeln                                                               | Roadeș, județul Brașov                                                                                          |
| Ragelsdorf                                                           | Ragla, județul Bistrița-Năsăud                                                                                  |
| Ratsch                                                               | Reciu, județul Alba                                                                                             |
| Rauthal                                                              | Roandola, județul Sibiu                                                                                         |
| Reckentek                                                            | Reteag, județul Bistrița-Năsăud                                                                                 |
| Reichau                                                              | Răhău, județul Alba                                                                                             |
| Reichesdorf                                                          | Richiș, județul Sibiu                                                                                           |
| Reissen                                                              | Rusu Bârgăului, județul Bistrița-Năsăud                                                                         |
| Rekitta                                                              | Răchita, județul Alba                                                                                           |
| Reps                                                                 | Rupea, județul Brașov                                                                                           |
| Retersdorf                                                           | Retiș, județul Sibiu                                                                                            |
| Reußdorf                                                             | Cund, județul Mureș                                                                                             |
| Reußdörfchen                                                         | Rusciori, județul Sibiu                                                                                         |
| Reußen/Bistriz                                                       | Sărățel, județul Bistrița-Năsăud                                                                                |
| Reußen/Mediasch                                                      | Ruși, județul Sibiu                                                                                             |
| Reußmarkt (+Mondorf, + Weißkirch, + Sankt-Georgen)                   | Miercurea Sibiului, județul Sibiu                                                                               |
| Rod                                                                  | Rod, județul Sibiu                                                                                              |
| Rode                                                                 | Zagăr, județul Mureș                                                                                            |
| Rodna                                                                | Rodna, județul Bistrița-Năsăud                                                                                  |
| Rohrbach                                                             | Rodbav, județul Brașov                                                                                          |
| Rosch                                                                | Răvășel, județul Sibiu                                                                                          |
| Roseln                                                               | Ruja, județul Sibiu                                                                                             |
| Rosenau                                                              | Râșnov, județul Brașov                                                                                          |
| Roter Turm                                                           | Turnu Roșu, județul Sibiu                                                                                       |
| Rothbach                                                             | Rotbav, județul Brașov                                                                                          |
| Rothberg/Hermannstadt                                                | Roșia, județul Sibiu                                                                                            |
| Rothkirch/Bistriz                                                    | Strugureni, județul Bistrița-Năsăud                                                                             |
| Rothkirch/Mühlbach                                                   | Roșia de Secaș, județul Alba                                                                                    |
| Ruckersdorf                                                          | Rucăr, județul Brașov                                                                                           |
| Rumänisch Baierdorf                                                  | Mintiu, județul Bistrița-Năsăud                                                                                 |
| Rumänisch Budak                                                      | Budacu de Sus, județul Bistrița-Năsăud                                                                          |
| Rumänisch Eibesdorf                                                  | Ighișu Vechi, județul Sibiu                                                                                     |
| Rumänisch Lasseln                                                    | Laslău Mare, județul Mureș                                                                                      |
| Rumänisch Neudorf                                                    | Nou Român, județul Sibiu                                                                                        |
| Rumänisch Pien                                                       | Pianu de Sus, județul Alba                                                                                      |
| Rumänisch Sankt Georgen                                              | Sângeorz-Băi, județul Bistrița-Năsăud                                                                           |
| Rumänisch Tekes                                                      | Ticușu Nou, județul Brașov                                                                                      |
| Rumes                                                                | Romos, județul Hunedoara                                                                                        |
| Sachsenbach                                                          | Spătac, județul Alba                                                                                            |
| Sachsenhausen                                                        | Săsăuș, județul Sibiu                                                                                           |
| Sächsisch Erkes                                                      | Archiș, județul Arad                                                                                            |
| Sächsisch Regen                                                      | Reghin, fost Reghinul Săsesc, județul Mureș                                                                     |
| Salz                                                                 | Sărata, județul Bistrița-Năsăud                                                                                 |
| Salzburg                                                             | Ocna Sibiului, județul Sibiu                                                                                    |
| Salzdorf                                                             | Ocna Dejului, județul Cluj                                                                                      |
| Salzgrub                                                             | Cojocna, județul Cluj                                                                                           |
| Sankt Georgen bei Lechnitz                                           | Sângeorzu Nou, județul Bistrița-Năsăud                                                                          |
| Sankt Martin                                                         | Târnăveni, județul Mureș                                                                                        |
| Schaal                                                               | Șoala, județul Sibiu                                                                                            |
| Schaas ,                                                             | Șaeș, județul Mureș                                                                                             |
| Schaldorf                                                            | Mihăileni, județul Sibiu                                                                                        |
| Schalko                                                              | Șalcău, județul Sibiu                                                                                           |
| Schalmen                                                             | Șoimuș, județul Mureș                                                                                           |
| Scharberg                                                            | Dumbrăvioara, județul Mureș                                                                                     |
| Schard/Schäßburg                                                     | Șoard, județul Mureș                                                                                            |
| Schard/Wb. (+St. Martin)                                             | Șard, județul Alba                                                                                              |
| Scharosch bei Fogarasch                                              | Șoars, județul Brașov                                                                                           |
| Scharosch an der Kokel / Mediasch                                    | Șaroș pe Târnave, județul Sibiu                                                                                 |
| Scharpendorf                                                         | Glodeni, județul Mureș                                                                                          |
| Schäßburg                                                            | Sighișoara, județul Mureș                                                                                       |
| Schelken/Bistriz                                                     | Jeica, județul Bistrița-Năsăud                                                                                  |
| Schellenberg                                                         | Șelimbăr, județul Sibiu                                                                                         |
| Scherling                                                            | Măgurele, județul Bistrița-Năsăud                                                                               |
| Schirkanyen                                                          | Șercaia, județul Brașov                                                                                         |
| Schlatt                                                              | Zlagna, județul Sibiu                                                                                           |
| Schmiegen                                                            | Șmig, județul Sibiu                                                                                             |
| Schnakendorf                                                         | Dumbrăvița, județul Brașov                                                                                      |
| Schölten                                                             | Cenade, județul Alba                                                                                            |
| Schönau                                                              | Șona, județul Alba                                                                                              |
| Schönberg                                                            | Dealul Frumos, județul Sibiu                                                                                    |
| Schönbirk                                                            | Sigmir, județul Bistrița-Năsăud                                                                                 |
| Schönen                                                              | Șona, județul Brașov                                                                                            |
| Schorsten                                                            | Soroștin, județul Sibiu                                                                                         |
| Schwarzwasser                                                        | Săcel, județul Sibiu                                                                                            |
| Schweinsdorf                                                         | Turnu Roșu, județul Sibiu                                                                                       |
| Schweischer                                                          | Fișer, județul Brașov                                                                                           |
| Sebeschel                                                            | Sibișel, județul Hunedoara                                                                                      |
| Seck                                                                 | Sic, județul Cluj                                                                                               |
| Seiburg                                                              | Jibert, județul Brașov                                                                                          |
| Seiden                                                               | Jidvei, județul Alba                                                                                            |
| Seimesdorf                                                           | Simionești, fost Șimontelche, Șimontelnic, Șimotelnic, județul Bistrița-Năsăud                                  |
| Seligstadt                                                           | Seliștat, județul Brașov                                                                                        |
| Senndorf                                                             | Jelna, județul Bistrița-Năsăud                                                                                  |
| Siebendörfer                                                         | Săcele, județul Brașov                                                                                          |
| Silwasch                                                             | Silivaș, județul Cluj                                                                                           |
| Simkragen                                                            | Șintereag, județul Bistrița-Năsăud                                                                              |
| Sinna                                                                | Jina, județul Sibiu                                                                                             |
| Sommer                                                               | Jimbor, județul Bistrița-Năsăud                                                                                 |
| Sommerburg                                                           | Jimbor, județul Brașov                                                                                          |
| Spring                                                               | Șpring, județul Alba                                                                                            |
| Städterdorf                                                          | Rășinari, județul Sibiu                                                                                         |
| Stein/Mediasch                                                       | Ștenea, județul Sibiu                                                                                           |
| Stein bei Reps                                                       | Dacia (fost Ștena), județul Brașov                                                                              |
| Stolzenburg                                                          | Slimnic, județul Sibiu                                                                                          |
| Strassburg am Mieresch                                               | Aiud, județul Alba                                                                                              |
| Streitfort                                                           | Mercheașa, județul Brașov                                                                                       |
| Strugar                                                              | Strungari, județul Alba                                                                                         |
| Szakadat                                                             | Săcădate, județul Sibiu                                                                                         |
| Szászcsor (+ Szilvás)                                                | Săscior, județul Alba                                                                                           |
| Talmesch                                                             | Tălmaciu, județul Sibiu                                                                                         |
| Tarteln                                                              | Toarcla, județul Brașov                                                                                         |
| Tartlau                                                              | Prejmer, județul Brașov                                                                                         |
| Taterloch                                                            | Tătârlaua, județul Alba                                                                                         |
| Tatsch                                                               | Tonciu, județul Bistrița-Năsăud                                                                                 |
| Tekendorf                                                            | Teaca, județul Bistrița-Năsăud                                                                                  |
| Tetscheln                                                            | Aciliu, județul Sibiu                                                                                           |
| Teufelsdorf                                                          | Vânători, județul Mureș                                                                                         |
| Thalheim , Arhivat în 9 martie 2005, la Wayback Machine.             | Daia, județul Sibiu                                                                                             |
| Thorenburg                                                           | Turda, județul Cluj                                                                                             |
| Thorstadt (+ Ringelkirch)                                            | Doștat (+Valea Ringhili), județul Alba                                                                          |
| Tilischka                                                            | Tilișca, județul Sibiu                                                                                          |
| Tobsdorf                                                             | Dupuș, județul Sibiu                                                                                            |
| Tordesch sau Thorendorf                                              | Turdaș, județul Hunedoara                                                                                       |
| Törnen                                                               | Păuca, județul Sibiu                                                                                            |
| Törzburg                                                             | Bran, județul Brașov                                                                                            |
| Trappold                                                             | Apold, județul Mureș                                                                                            |
| Traßten                                                              | Lunca, județul Mureș                                                                                            |
| Treppen                                                              | Tărpiu, județul Bistrița-Năsăud                                                                                 |
| Troschen                                                             | Drașov, județul Alba                                                                                            |
| Tschapertsch                                                         | Topârcea, județul Sibiu                                                                                         |
| Tschippendorf                                                        | Cepari, județul Bistrița-Năsăud                                                                                 |
| Ungarisch Reen                                                       | Reghin Sat (Reghinul Unguresc); a fost incorporat din 1924 în Reghin                                            |
| Ungersdorf                                                           | Șieu Măgheruș, județul Bistrița-Năsăud                                                                          |
| Unterblasendorf                                                      | Blăjenii de Jos, județul Bistrița-Năsăud                                                                        |
| Unterbrodsdorf                                                       | Șibot, județul Alba                                                                                             |
| Untergesäß                                                           | Ghijasa de Jos, județul Sibiu                                                                                   |
| Unterrübendorf                                                       | Râpa de Jos, județul Mureș                                                                                      |
| Untersebesch/Bistriz                                                 | Ruștior, județul Bistrița-Năsăud                                                                                |
| Untersebesch/Hermannstadt                                            | Sebeșu de Jos, județul Sibiu                                                                                    |
| Untervenitze                                                         | Veneția de Jos, județul Brașov                                                                                  |
| Unterwardein                                                         | Oarda, Alba (Oarda de Jos)                                                                                      |
| Urmenen                                                              | Armeni, județul Sibiu                                                                                           |
| Urwegen                                                              | Gârbova, județul Alba                                                                                           |
| Vajasd                                                               | Oiejdea, județul Alba                                                                                           |
| Waldhütten                                                           | Valchid, județul Sibiu                                                                                          |
| Wallendorf                                                           | Unirea, județul Bistrița-Năsăud                                                                                 |
| Waltersdorf                                                          | Dumitrița, județul Bistrița-Năsăud                                                                              |
| Warmwasser                                                           | Hoghiz, județul Brașov                                                                                          |
| Wassid                                                               | Veseud, județul Sibiu                                                                                           |
| Weidenbach                                                           | Ghimbav, județul Brașov                                                                                         |
| Weiersdorf                                                           | Tău, județul Alba                                                                                               |
| Weilau (+ Radesch)                                                   | Uila, județul Mureș                                                                                             |
| Weingartskirchen                                                     | Vingard, județul Alba                                                                                           |
| Weißenburg                                                           | Alba Iulia, județul Alba                                                                                        |
| Weißhorn                                                             | Săsarm, județul Bistrița-Năsăud                                                                                 |
| Weißkirch bei Bistriz                                                | Albeștii Bistriței, fost Ferihaz, Ferihaza, județul Bistrița-Năsăud                                             |
| Weißkirch bei Schäßburg                                              | Albești, fost Ferihaz, Firighaz, județul Mureș                                                                  |
| Wepeschdorf                                                          | Pipea, județul Mureș                                                                                            |
| Werd                                                                 | Vărd, județul Sibiu                                                                                             |
| Wermesch                                                             | Vermeș, județul Bistrița-Năsăud                                                                                 |
| Westen                                                               | Veștem, Sibiu, județul Sibiu                                                                                    |
| Wetsch                                                               | Brâncovenești, fost Ieciu, județul Mureș                                                                        |
| Wetscherd (+Hemsdorf)                                                | Vecerd, județul Sibiu                                                                                           |
| Windau                                                               | Ghinda, județul Bistrița-Năsăud                                                                                 |
| Winsberg                                                             | Orlat, județul Sibiu                                                                                            |
| Winz (+ Sächsisch Pad, + Burg Zebernek)                              | Vințu de Jos, județul Alba                                                                                      |
| Wladein                                                              | Vlădeni, județul Brașov                                                                                         |
| Woiwoden                                                             | Vaidei, județul Hunedoara                                                                                       |
| Woldorf                                                              | Văleni, fost Valendorf, județul Brașov                                                                          |
| Wolkendorf bei Kronstadt                                             | Vulcan, județul Brașov                                                                                          |
| Wolkendorf bei Schäßburg                                             | Vulcan, județul Mureș                                                                                           |
| Wölz                                                                 | Velț, județul Sibiu                                                                                             |
| Woßling                                                              | Țeline, județul Sibiu                                                                                           |
| Wurmloch ,                                                           | Valea Viilor, județul Sibiu                                                                                     |
| Zagendorf                                                            | Țigău, județul Bistrița-Năsăud                                                                                  |
| Zeiden (+Schwarzburg)                                                | Codlea, județul Brașov                                                                                          |
| Zekeschdorf                                                          | Cunța, județul Alba                                                                                             |
| Zendersch                                                            | Senereuș, județul Mureș                                                                                         |
| Zernest                                                              | Zărnești, fost Zernești, județul Brașov                                                                         |
| Zied                                                                 | Veseud, lângă Chirpăr, județul Sibiu                                                                            |
| Ziegenthal                                                           | Țichindeal, județul Sibiu                                                                                       |
| Zoltendorf                                                           | Mihai Viteazu, județul Mureș                                                                                    |
| Zood                                                                 | Sadu, județul Sibiu                                                                                             |
| Zuckmantel                                                           | Țigmandru, județul Mureș                                                                                        |